# Château de Sheffield

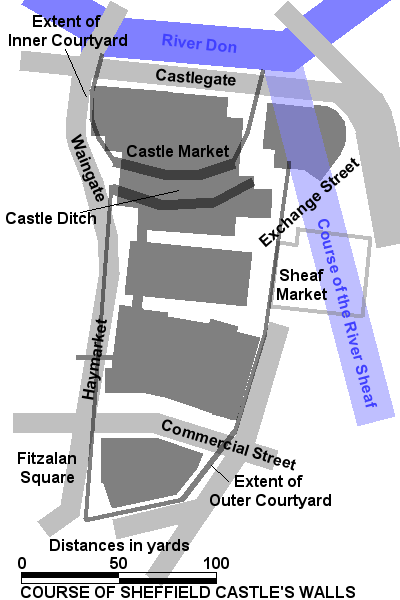
Le plan du château de Sheffield par rapport aux bâtiments actuels.

Le château de Sheffield était un château situé à Sheffield en Angleterre, construit au confluent de la rivière Sheaf et de la rivière Don, possiblement sur le site d'une ancienne maison anglo-saxonne, et dominant la vieille ville. Un château à motte castrale avait été construit sur le site au cours du siècle suivant la conquête normande de l'Angleterre en 1066. Celui-ci fut détruit lors de la Seconde Guerre des Barons. La construction d'un deuxième château, cette fois en pierre, débuta quatre ans plus tard, en 1270.
Mary, reine d'Écosse fut retenue prisonnière dans ce château et ses domaines alentour à plusieurs reprises entre 1570 et 1584, en alternant avec d'autres propriétés de George Talbot, 6e comte de Shrewsbury. Le château fut détenu par les forces royalistes pendant une partie de la guerre civile anglaise et fut cédé aux parlementaires en 1644 après un court siège. Sa démolition fut ordonnée peu après et le château fut rasé. Il n'existe aucun dessin ou plan connu du château, mais des fouilles menées dans les années 1920 ont révélé des fondations en pierre commencées en 1270 ainsi que des preuves de structures antérieures. Des investigations architecturales plus approfondies ont été possibles en 2015, à la suite de la démolition du marché du XXe siècle construit sur les ruines.

## Histoire
Le château de Sheffield était situé au confluent de la rivière Sheaf à l'ouest et de la rivière Don au sud. Les deux rivières faisaient office de défense au nord et à l'est et un fossé protégeait les côtés sud and ouest du château. Le site était en grande partie couvert la place du marché, qui fut démolie en 2015.
Les premières activités sur le site sont suggérées par plusieurs découvertes, notamment un grattoir pour fer à cheval en silex datant de l'âge du Bronze. et, dans la période romaine, des articles de Samian et des poteries de Silchester,découverts lors de fouilles dans les années 1920. Des céramiques sigillées datant de l'époque romaines ainsi que des poteries de Silchester  furent découverts lors de fouilles dans les années 1920.
Le site du château est l'endroit où la première colonie de Sheffield a été fondée dans la seconde moitié du 1er millénaire apr. J.-C.. Le Domesday Book de 1086 déclare qu'avant la conquête normande de l'Angleterre en 1066, Waltheof II, comte de Northumbrie, possédait une aula (salle) dans le manoir de Hallam. Dans le même registre, il est rapporté que le manoir de Sheffield, qui faisait partie de Hallam, était sous la seigneurie de Sweyn au moment de la conquête. Il a été supposé que l'aula de Waltheof ou la forteresse de Sweyn aurait pu se trouver sur ce site, et des fouilles entre 1927 et 1930 auraient découvert des preuves d'une structure saxonne. Cependant, sur la base de trois extraits distincts du Domesday Book, il peut être démontré que les manoirs de Hallam, Attercliffe et Sheffield étaient trois entités distinctes au moment du recensement et au-delà ; et que le village de Hallam et l'aula de Waltheof ne pouvaient être situés que dans le manoir de Hallam, et non dans Sheffield.
Les études menées par A.L. Armstrong, lors des fouilles archéologiques de la fin des années 1920, apporte la preuve que les restes saxons n'étaient pas ceux de l'aula de Waltheof. La description d'Armstrong suggère que les bois ont été coupés jusqu'à leur base, brûlés et la zone immédiatement dégagée pour faire place à la construction du château de Lovetot (vers 1100), environ deux décennies après la destruction de l'aula de Waltheof.

## Le château de William de Lovetot
La construction du premier château à Sheffield à la suite de l'invasion normande de l'Angleterre est généralement attribuée à William de Lovetot, un baron anglo-normand du Huntingdonshire,. De Lovetot acquit la seigneurie du manoir du Hallamshire (y compris Sheffield) au début du XIIe siècle sous le règne d'Henri Ier. La première référence connue à un château à Sheffield est un retour fait par Ralph Murdac, shérif du Derbyshire, concernant la tutelle de Maud de Lovetot (l'arrière-petite-fille de William), datant d'environ 1188.
On pense que ce château était du type à motte castrale en bois. Maud de Lovetot épousa Gérard de Furnival en 1204 et le château et la ville de Sheffield passèrent à la famille Furnival. Le petit-fils de Gérard de Furnival, Thomas, soutint la cause royaliste pendant la Seconde Guerre des Barons de 1264-1267. En 1266, un groupe de barons anti-monarchie, dirigé par John de Eyvill, marchant du nord du Lincolnshire vers le Derbyshire, traversa Sheffield et détruisit la ville, incendiant l'église et le château.

## Le château de Thomas de Furnival
En 1270, Thomas de Furnival obtint une charte du roi Henri III pour construire un château à Sheffield. Thomas mourut peu de temps après l'achèvement du château et fut enterré dans le château. Le château fut endommagé le 24 février 1574 lorsque Sheffield fut victime d'un tremblement de terre endommageant l'appartement où Marie, reine d'Écosse, était retenue prisonnière. En 1707, un rapport fut publié indiquant que, lorsque le château fut démoli en 1648, une grande pierre plate fut retrouvée gravée I Lord Furnival ; J'ai construit cette salle du château ; Et sous ce mur ; Dans ce tombeau se trouvait mon enterrement.
Le château de De Furnival était construit en pierre et s'étendait de la rivière Sheaf à Waingate et de la rivière Don à Dixon Lane sur une superficie d'environ 17 000m². Un parc de 9.96km² était rattaché au château et s'étendait du château à Gleadless au sud et Handsworth à l'est.  En 1516, George Talbot, 4e comte de Shrewsbury, construisit la résidence secondaire du manoir dans le parc.

## Destruction du château
Le 11 octobre 1642, alors que l'Angleterre s'approchait de la guerre civile, la ville et le château furent saisis par Sir John Gell pour le compte des parlementaires,. En avril 1643, les forces royalistes dirigées par le comte de Newcastle entrèrent dans le Yorkshire et prirent Leeds, Wakefield et Rotherham avant de s'approcher de Sheffield. Les défenseurs du  ont fui vers le Derbyshire, permettant aux royalistes de prendre le château sans combat. Newcastle a laissé une garnison au château, sous le contrôle de Sir William Savile, comme le raconte Margaret Cavendish, l'épouse de Newcastle :

« …he marched with his army to Sheffield, another market-town of large extent, in which there was an ancient castle; which when the enemies forces that kept the town came to hear of, being terrified with the fame of my Lord's hitherto victorious army, they fled away from thence into Derbyshire, and left both town and castle (without any blow) to my Lord's mercy; and though the people in the town were most of them rebelliously affected, yet my Lord so prudently ordered the business, that within a short time he reduced most of them to their allegiance by love, and the rest by fear, and recruited his army daily; he put a garrison of soldiers into the castle, and fortified it in all respects, and constituted a gentleman of quality, [Sir William Savile knight and baronet] governor both of the castle, town and country; and finding near that place some ironworks, he gave present order for the casting of iron cannon for his garrisons, and for the making of other instruments and engines of war. »

— Margaret Cavendish, The Life of William Duke of Newcastle
Sir William Savile quitta Sheffield et le château sous le contrôle de son adjoint, le député Thomas Beaumont, qui tint Sheffield jusqu'en août 1644, lorsque le comte de Manchester envoya au major-général Crawford et au colonel Pickering une force de 1 200 soldats pour reprendre Sheffield pour les parlementaires. . Au début, le château résista, et trouvant que leur artillerie - dont la plus grosse était une demi-couvrine - était insuffisante pour percer le mur du château, le général Crawford envoya une lettre à Lord Fairfax pour obtenir un demi-canon ( le pistolet de poche de la reine ) et une couleuvrine. Ces canons supplémentaires ont pu percer le mur du château, après quoi les conditions de la reddition du château ont été convenues :
Au cours de la bataille pour reprendre le château, John Stilgoe, qui était royaliste (bien que le reste de sa famille soit du côté opposé), fut tué. Il dicta son testament, laissant ses biens à la famille qui était du même acabit que lui.

« Articles of Agreement, between the commanders authorised by Major-General Crawford, and Major Thomas Beaumont, Governor of Sheffield Castle, for surrendering the same to the Right Honourable the Earl of Manchester.
- ART. I. The Castle, with all the fire-arms, ordnance, and ammunition, all their furniture of war, and all their provisions (except what is in the following articles), to be delivered to Major-General Crawford to morrow, by three o'clock in the afternoon, being the 11th of this instant August, without any diminution or embezzlement.
- ART. II. That the Governor, and all other officers, shall march out of the Castle upon the delivery thereof, with their drums and colours, and each his own horse saddled, sword and pistol, to Pomfret Castle, or wheresoever they please, with a sufficient convoy or pass, for their security; the common soldiers to their own home, or where they please.
- ART. III. That all officers and soldiers, so marching out, on this agreement, shall have liberty to carry with them their wives, children, and servants, with their own goods, properly belonging to them, and shall have all convenient accommodation for carrying the same away.
- ART. IV. That the Lady Savill, and her children and family, with her own proper goods, shall and may pass with coaches, horses, and waggons to Thornhill, or elsewhere, with a sufficient guard, befitting her quality; and without injury to any of their persons, or plundering any of their goods or otherwise. She, they, or any of them, to go or stay at their own pleasure, until she or they be in a condition to remove themselves.
- ART. V. That the gentlemen in the Castle being no soldiers, shall march out with each his own horse saddled, sword and pistol, and shall have liberty to remove their goods, and to live in their own house, or elsewhere, without molestation; they conforming to the ordinances of Parliament, and they shall have protection of the Earl of Manchester and Lords. And all officers and soldiers, who chuae to lay down their arms, shall have the same protection.
- ART. VI. That the governor, officers, soldiers, gentlemen, and all others who are by this agreement to carry their own goods with them, shall have a week's time for removing the same; and in the meantime, they are to be in the Castle, and secure from embezzlement. And this article is to be understood of all such goods as are at present within the Castle, or under the absolute command thereof.
- АRT. VII. That Kellam Homer, now living in the Castle, shall have liberty to remove his goods into the town, or elsewhere, without molestation.
- ART. VIII. That the governor, officers, gentlemen, and all other persons, shall (according to the articles above-mentioned) march out without injury or molestation.
- ART. IX. That hostages, such as Major Crawford shall approve, shall be delivered by the governor, upon signing the articles for delivery of the Castle, and safe return of the envoy; which hostages shall be returned safe, upon the performance thereof, unto such place as they desire.

Signed by us, Commissioners authorised by Major CRAWFORD, at Sheffield, this, 11th of August 1644.

J. PlCKERING

MARK GRIMSTON

WILLIAM HAMILTON
Signed by us, Commissioners authorised by Major ВEAUMONT, Governor of Sheffield Castle, this 11th of August 1644.

GABRIEL HEMSWORTH

SAM. SAVILL

THOS. ROBINSON »

— Agreement for the surrender of Sheffield Castle, quoted in Hunter 1819, p. 111–112.
Lady Savile (mentionnée dans cet accord) était la veuve de Sir William Savile . Elle était enceinte au moment du siège et a commencé à accoucher la nuit après la capitulation du château.
Après le siège, le colonel John Bright de Carbrook Hall fut laissé comme gouverneur du château. Il fut bientôt nommé gouverneur de la ville de York et laissa ainsi le capitaine Edward Gill à la tête de Sheffield. Le 30 avril 1646, la Chambre des communes adopta une résolution rendant le château de Sheffield indéfendable, et le 13 juillet 1647, une résolution fut adoptée pour la démolition du château. Malgré d'importants travaux de démolition, le comte d'Arundel rachète le château de Sheffield en 1649 avec l'intention de le restaurer, mais les dégâts sont trop importants et aucun travail de restauration n'est jamais entrepris. Le château fut bientôt complètement rasé ; il servit un temps de verger, puis de terrain de boules, avant d'être reconstruit.
Une partie de la pierre du château a été utilisée dans la construction du lycée gratuit King James of England sur Townhead Street en 1648.

## Enquêtes et vestiges archéologiques

### années 1920

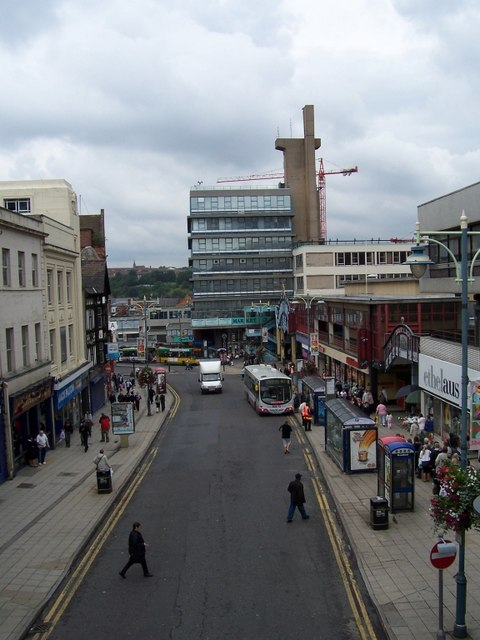
Castle Market vue depuis Haymarket. Castle Market occupait le site du château normand de Sheffield.

Une fouille menée par Leslie Armstrong en 1927, avant la construction du magasin de la Brightside and Carbrook Co-operative Society, a mis au jour la base de l'une des tours du bastion de la porte, ainsi qu'une partie de la porte d'entrée elle-même,. Ces vestiges du château sont conservés sous le marché du château de la ville et sont ouverts au public.
Les vestiges visibles se trouvaient dans deux pièces situées sous le marché du château, aujourd'hui démoli. Une salle était ouverte au public, en attendant la réservation d'une visite, l'autre salle était murée et le seul accès se faisait par un regard dans l'aire de restauration du marché. Les ruines restantes, à environ 10 mètres au-dessus de la rivière Don, sont celles d'une des tours de gué.

### 1999 à 2001
Des fouilles plus récentes en 1999 et 2001 par ARCUS, l'unité de recherche et de conseil archéologique de l'Université de Sheffield, ont révélé que le château était beaucoup plus grand qu'on ne le pensait: il était parmi les plus grands châteaux médiévaux d'Angleterre. Des forages ont été effectués dans la cour et des dalles ont été retrouvées sur place pour marquer les limites du château.
Un groupe de bénévoles a formé les Amis du château de Sheffield pour rechercher et promouvoir les intérêts des vestiges.

### Réaménagement
Le conseil municipal de Sheffield a annoncé son intention en août 2014 de reconstruire l'entrée du château dans le cadre d'un projet de 5 millions de livres de travaux du quartier de Castlegate. Le plan dépend de la collecte des fonds nécessaires; le conseil a engagé 1 million de livres au projet, et un soutien financier supplémentaire a été obtenu grâce à une série d'offres.
En juillet 2017, un fonds de 786 000 £ a été annoncé pour réaménager la zone de Sheffield en zone écologique, y compris le financement d'une fouille archéologique majeure. Le projet de fouilles a été entrepris en août 2018 par Wessex Archaeology en coopération avec des étudiants du département d'archéologie de l'Université de Sheffield,. Une maquette en réalité virtuelle du Château, réalisée par l'Université, était exposée du 20 au 27 septembre 2018 à la Millennium Gallery,,.

## Lectures complémentaires
- Askew, « Sheffield Castle and The Aftermath of The English Civil War », Northern History, vol. 54, no 2,‎ 2017, p. 189–210 (DOI 10.1080/0078172X.2017.1337313, S2CID 159550072)